# Euphaedra inanum
Euphaedra inanum är en fjärilsart som beskrevs av Butler 1873. Euphaedra inanum ingår i släktet Euphaedra och familjen praktfjärilar. Inga underarter finns listade i Catalogue of Life.

## Bildgalleri

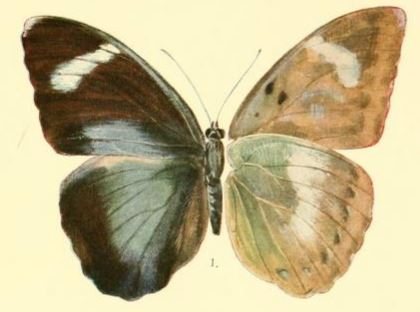